# Sciastes carli
Sciastes carli là một loài nhện trong họ Linyphiidae.
Loài này thuộc chi Sciastes. Sciastes carli được Roger de Lessert miêu tả năm 1907.